# William Wright
William Wright   (Crieff, Perthshire, Escócia, março de 1735 — Edimburgo, 19 de setembro de 1819) foi um médico e botânico escocês.